# Insuficiență respiratorie cronică
Insuficiența respiratorie cronică (IRC) este o insuficiență respiratorie permanentă ce rezultă din evoluția a numeroase afecțiuni respiratorii. Majoritatea sunt legate de o obstrucție a căilor aeriene prin bronhopatie cronică, astm sau emfizem pulmonar.